# Agelena sherpa
Agelena sherpa es una especie de araña del género Agelena, familia Agelenidae. Fue descrita científicamente por Nishikawa en 1980.

## Distribución
Esta especie se encuentra en Nepal.